# مقاطعة لافاييت (مسيسيبي)
مقاطعة لافاييت (بالإنجليزية: Lafayette County, Mississippi)‏ هي إحدى مقاطعات ولاية مسيسيبي في الولايات المتحدة. ، بلغ عدد سكانها 49495 نسمة في عام 2010 حسب إحصاء مكتب تعداد الولايات المتحدة وتصل الكثافة السكانية فيها 24 نسمة/كم2.

## أعلام
- جون إسحاق مور
- موريس غارلاند فولتون
- دونالد سام راسيل
- بيل والر

## وصلات خارجية
- www.lafayettecoms.com
- United States Counties